# Hylaeus alcyoneus
Hylaeus alcyoneus is een vliesvleugelig insect uit de familie Colletidae. De wetenschappelijke naam van de soort is voor het eerst geldig gepubliceerd in 1842 door Erichson.